# Taga Dzong
Taga Dzong est une ville du Bhoutan située dans le Dagana.

## Démographie
En 2005 sa population atteignait 1 146 habitants.